# Проклятие золотой шахты
«Проклятие золотой шахты» (англ. Curse of the Forty-Niner) (более известный как «Резня шахтеров») — американский слэшер 2002 года режиссёра Джона Карла Бюхлера в главной роли с Карен Блэк.
Фильм вышел сразу на видео

## Сюжет
Когда в этот городок приезжают шестеро молодых людей, они отправляются путешествовать по горам Саттерсвилла, но они явно не догадываются, что в этой местности их ждет самое настоящее исчадие ада. И ведь нельзя сказать, что их не предупреждали.
Когда они пошли разыскивать пропавшее золото в заброшенной шахте, компания добились только одного: пробудили. О.ни не знают, что золото принадлежало горняку по имени Джереми Стоун (Вернон Уэллс), погибшему в шахте. Он просыпается из мертвых и начинает убивать всех, кто встанет на пути его золота.

## Критика
Фильм получил умеренно негативные отзывы.

## В ролях
- Карен Блэк — «Тетя Нелли»
- Джон Филлип Ло — «Шериф Мерфи»
- Ричард Линч — «Старик Причард»
- Вернон Уэллс — «Джеремайя Стоун»
- Мартин Коув — «Калиб»
- Джефф Конэвей — «препадобний Саттер»
- Брэд Х. Арден — «золотоискатель»
- Шон Хайнс — «Ник Берман»